# Spotlight (musikgrupp)
Spotlight är ett svenskt dansband som bildades 1979 av Erik Lihm och Roland Ruus. År 1989 inledde orkestern ett samarbete med Stefan Borsch under namnet Stefan Borsch orkester och gav ut några skivor fram till samarbetet upplöstes 1993.  År 2011 bestod bandet av Michael Lindqvist på trummor och sång, Waldemar Warchol på keyboard på kör tillsammans med Bo-Erik Linnell på bas och kör och grundaren Roland Ruus på gitarr, flygelhorn och sång. 
Gruppen utgjorde det första husbandet på Bingolotto när de startade i TV4. De medverkade varje gång i första säsongen och flera gånger i de kommande första säsongerna. Tidigare medlemmar har varit Fredrik Strelvik, Lars-Olof Nyström och Kenneth Holmström.

## Diskografi
- 1999 - Äntligen
- 1992 - Man ska leva för varandra
- 1987 - Kom och ta min hand
- 1981 - På väg igen